# Beşiktaş (volley-ball masculin)
Beşiktaş JK est un club de volley-ball turc, section du club omnisports du Beşiktaş Jimnastik Kulübü, fondé en 1903 et basé à Istanbul, évoluant pour la saison 2019-2020 en Türkiye Erkekler Voleybol 1.Ligi.

## Effectifs

### Saison 2015-2016
| No                                                                                  | Nom                                                                                 | Date de naissance                                                                   | Taille                       | Poids                        | Poste                        |
| ----------------------------------------------------------------------------------- | ----------------------------------------------------------------------------------- | ----------------------------------------------------------------------------------- | ---------------------------- | ---------------------------- | ---------------------------- |
| 1                                                                                   | Yankı Uslu                                                                          | 17 avril 1989                                                                       | 189                          | 85                           | Réceptionneur-attaquant      |
| 3                                                                                   | Berkan Bozan                                                                        | 28 mai 1991                                                                         | 191                          | 81                           | Passeur                      |
| 4                                                                                   | Demirhan Durul                                                                      | 5 novembre 1989                                                                     | 196                          | 85                           | Attaquant                    |
| 5                                                                                   | Ahmet Arslan                                                                        | 7 décembre 1990                                                                     | 202                          | 88                           | Central                      |
| 6                                                                                   | Mustafa Alkan                                                                       | 6 janvier 1988                                                                      | 188                          | 85                           | Libero                       |
| 7                                                                                   | Branimir Grozdanov                                                                  | 21 mai 1994                                                                         | 198                          | 88                           | Réceptionneur-attaquant      |
| 9                                                                                   | Emircan Başarır                                                                     | 29 septembre 1997                                                                   | 191                          | 70                           | Passeur                      |
| 10                                                                                  | Orçun Ergün                                                                         | 24 mai 1992                                                                         | 195                          | 83                           | Passeur                      |
| 11                                                                                  | Murat Karakaya                                                                      | 27 juin 1987                                                                        | 190                          | 83                           | Libero                       |
| 12                                                                                  | Samuele Tuia                                                                        | 24 juillet 1986                                                                     | 195                          | 95                           | Réceptionneur-attaquant      |
| 13                                                                                  | Niels Klapwijk                                                                      | 19 septembre 1985                                                                   | 200                          | 98                           | Attaquant                    |
| 14                                                                                  | Erhan Dünge                                                                         | 1er février 1980                                                                    | 208                          | 90                           | Central                      |
| 15                                                                                  | Ferhat Akdeniz                                                                      | 26 octobre 1986                                                                     | 202                          | 77                           | Central                      |
| 17                                                                                  | Besnik Berkay Tanık                                                                 | 11 février 1996                                                                     | 196                          | 86                           | Réceptionneur-attaquant      |
| 18                                                                                  | Murat Aslan                                                                         | 13 décembre 1986                                                                    | 192                          | 94                           | Réceptionneur-attaquant      |
|                                                                                     |                                                                                     |                                                                                     |                              |                              |                              |
| Encadrement technique                                                               | Encadrement technique                                                               |                                                                                     | Légende                      | Légende                      | Légende                      |
| Entraîneur : Meftun Eren                                                            | Entraîneur : Meftun Eren                                                            | Entraîneur : Meftun Eren                                                            | : Capitaine                  | : Capitaine                  | : Capitaine                  |
| Entraîneur(s) adjoint(s) : Kerem Eryılmaz Entraîneur(s) adjoint(s) : Alper Levinler | Entraîneur(s) adjoint(s) : Kerem Eryılmaz Entraîneur(s) adjoint(s) : Alper Levinler | Entraîneur(s) adjoint(s) : Kerem Eryılmaz Entraîneur(s) adjoint(s) : Alper Levinler | : Joueur blessé actuellement | : Joueur blessé actuellement | : Joueur blessé actuellement |
| Manager général : Burhan Bilir                                                      |                                                                                     |                                                                                     |                              |                              |                              |